# Lene Mykjåland
Lene Mykjåland (ur. 20 lutego 1987 w Kristiansand) – norweska piłkarka grająca na pozycji napastnika, wielokrotna reprezentantka Norwegii, uczestniczka Mistrzostw Świata w Piłce Nożnej Kobiet 2007 rozegranych w Chinach, gdzie Norwegia zajęła IV miejsce.
Podczas swojej kariery sportowej była zawodniczką klubów Amazon Grimstad, Røa IL, Washington Freedom i LSK Kvinner.